# 少林僧兵
《少林僧兵》是CCTV-8于2008年11月3日播出的一部古装电视连续剧。本剧题材来自于明代嘉靖年间，著名将领戚继光在少林寺的僧兵帮助下抗击倭寇、保卫家园的故事。本剧于2007年下半年在无锡影视城等地历时3个月拍摄完成，少林寺方丈释永信表示要利用此次电视剧向世界展现少林寺千年的历史文化积淀。

## 简介
本剧主创阵容强大，著名香港导演李惠民担任本剧总导演，少林寺亦是出品方之一，共有120名武僧，200名俗家弟子、小沙弥参与拍摄。

## 播出时间
| 频道               | 所在地 | 播映日期 | 备注     |
| ------------------ | ------ | -------- | -------- |
| 台湾大哥大myVideo  | 台湾   |          | 全集上映 |
| 中华电信MOD        | 台湾   |          | 全集上映 |
| 中华电信Hami Vidoe | 台湾   |          | 全集上映 |
| Litv               | 台湾   |          | 全集上映 |

## 演员
| 演員   | 角色     |
| 洪金宝 | 大脚僧   |
| 崔 林  | 月 文    |
| 李铭顺 | 戚继光   |
| 李 曼  | 秀 子    |
| 洪天照 | 月 空    |
| 崔 鹏  | 风 语    |
| 刘 莹  | 李若兰   |
| 欧 萱  | 海 清    |
| 陈之辉 | 俞大猷   |
| 秦 焰  | 小山方丈 |
| 王建新 | 汪 直    |
| 沈保平 | 胡宗宪   |
| 蔡 纲  | 嚴世蕃   |
| 徐 僧  | 金 科    |
| 方舟波 | 万 表    |
| 任希鸿 | 佐佐木   |
| 郭常辉 | 宫 本    |

## 主创
- 出品人： 王茂亮、释永信、高小平、陈力中
- 总监制： 释永信 、陈君聪、周利明、张合运、李 华
- 总策划： 马渝民、郁康淳、姚立峰、李威、扬阿德
- 策划： 释延达、万荣、王 哲
- 监制：徐奔奔、钱大梁、潘毅、皮建鑫、施建东
- 总制片人：王璐、付华阳、徐 雨
- 制片人： 闫 皓、田健弘、刘秦宇
- 联合出品：
  - 深圳广播电影电视集团
  - 少林寺文化传播(登封)有限公司
  - 中视传媒股份有限公司
  - 北京艺博影视制作有限公司
- 国内总发行：
  - 北京艺博影视制作有限公司
- 海外总发行：
  - 新傳媒私人有限公司
- 网络支持：新浪娱乐
- 音乐支持：海碟唱片

## 電視劇歌曲
| 曲序 | 曲目                     |        | 作曲          | 编曲   | 演唱                    |
| ---- | ------------------------ | ------ | ------------- | ------ | ----------------------- |
| 1.   | 《少林寺》（主题曲）     | 王立平 | 王立平        | 饶善强 | 功夫派 - 制作人：耿子监 |
| 2.   | 《最好的时光》（片尾曲） | 郑淑妃 | 陈小霞        |        | 张信哲 - 制作人：陈小霞 |
| 3.   | 《因缘》（插曲）         | 朱雅琼 | 朱雅琼        |        | 朱雅琼                  |
| 4.   | 《不夠成熟》（插曲）     | 詹予萱 | 詹予萱/蔡政勳 |        | BY2                     |